# Mesquita dos Andalusinos (Fez)
A Mesquita dos Andalusinos (em árabe: مسجد_الأندلسيين; em francês: Mosquée des Andalous),, Mesquita do Alandalus ou Mesquita dos Idríssidas é um antigo local de culto muçulmano e monumento histórico no Bairro dos Andalusinos, em Fez, Marrocos. Situa-se na margem direita do uádi de Fez, junto à madraça Sarije, em Fez el Bali (Fez, a Velha, almedina mais antiga da cidade). Deve o seu nome aos refugiados andalusinos, expulsos de Córdova pelos Omíadas, que fundaram o bairro em 818.
É a principal mesquita da margem direita. O edifício é reconhecível principalmente pelo pelo minarete branco com faianças verdes escuras e pelo portal monumental virado a noroeste, decorado com zelliges, que domina todo o quarteirão e tem um guarda-vento em cedro esculpido.

## História
A mesquita foi construída em 859–860, quando reinava a dinastia Idríssida, por Meriã Alfiria, uma irmã de Fátima Alfiria, a fundadora da mesquita e Universidade al Quaraouiyine, a outra grande mesquita histórica de Fez. O edifício era originalmente apenas um oratório, que gradualmente foi transformado numa verdadeira mesquita. O único elemento que subsiste do edifício original é o minarete, pois a mesquita foi completamente reconstruída pelo califa almóada Maomé Anácer entre 1203 e 1209 e sofreu algumas alterações durante o período merínida (1244–1465), nomeadamente a adição de uma fonte no pátio interior e de uma biblioteca. Foi renovada pelo segundo soberano alauita Mulei Ismail (r. 1672–1727).

## Descrição e arquitetura
A mesquita ergue-se no cimo de uma colina e é acessível por uma escadaria. A planta é irregular, seguindo os contornos do terreno, mas esta irregularidade passa despercebida na sala de orações, onde a floresta de pilares esconde a obliquidade das paredes laterais. A sala de orações tem a particularidade de ser mais larga que comprida. O transepto da quibla tem a mesma largura que os outros tramos e só a nave axial é que é mais larga. Estas não são as única características que divergem do que é comum na arquitetura islâmica do Ocidente. Em algumas cidades do Oriente e em Cairuão, as tradições helenísticas foram  conservadas, tendo as cidades duas vias principais ao longo de eixos que se cruzavam perpendicularmente, onde se situavam tanto as quatro portas principais da cidade como as portas principais da grande mesquita, que geralmente até tinham os mesmos nomes. Pelo contrário, em Fez a urbanização foi feita ao acaso, conforme as encostas, linhas de água e outras circunstâncias, pelo que as portas da Mesquita dos Andalusinos estão irregularmente distribuídas, tal como as ruas para as quais se abrem. O sahn (pátio) é de forma praticamente quadrada e no meio tem um lavatório para abluções. O minarete é muito semelhante do da Mesquita al Quaraouiyine, do qual é contemporâneo. Foi construído em 956 graças ao financiamento do do califa de Córdova Abderramão III.
Entre os anexos adossados à parede da quibla, num nível ligeiramente mais elevado que o da mesquita, há uma pequena sala quase totalmente coberta, que se abre ao exterior por duas portas e comunica com o interior por outras duas portas que dão para escadarias. Trata-se da chamada mesquita dos mortos, onde eram realizadas as cerimónias fúnebres. A entrada de mortos nas mesquitas, uma prática que em meados do século XX, senão antes, já tinha sido completamente abandonada, foi desde cedo reprovada pelos eruditos islâmicos. Na Mesquita dos Andalusinos, esta sala anexa permitiu um compromisso entre a tradição popular e as recomendações teológicas, com as orações a não se confundirem com as rituais, por decorrerem em espaços diferentes, mas ao mesmo tempo eram realizadas no recinto da mesquita. A Mesquita al Quaraouiyine também tem uma estrutura para o mesmo fim, mas é bastante diferente, pois é constituído por uma cuba (cúpula) elevada, assente sobre colunas e situada no meio de um pátio, que faz lembrar as "cubas do tesouro" que se encontram noutras mesquitas.
A admissão de mulheres nas mesquitas durante as orações rituais no passado é um tema controverso entre os estudiosos. Quando acontecia, as mulheres ficavam atrás dos homens, em camarotes para o efeito ou em recintos vedados. Na Mesquita dos Andalusinos há vestígios da existência de um camarote, possivelmente destinado a esse fim.

### Mimbar
Embora a parte visível atualmente do mimbar seja o resultado de obras levadas a cabo em 1209 pelo califa almóada Maomé Anácer, o mimbar da Mesquita dos Andalusinos é o mais antigo que se conserva no mundo, a seguir ao da Grande Mesquita de Cairuão, na Tunísia, tendo sido construído em 979. Durante as obras do século XIII, o estrutura antiga foi tapada com madeira esculpida. Segundo Henri Terrasse, a preservação da cadeira original ter-se-ia devido a fatores económicos, o que é contestado por Gaudefroy-Demombynes, para quem esse facto reflete o respeito e piedade por um objeto quase sagrado, já que o mimbar é o local onde o imã da mesquita, tomando o lugar simbólico do soberano, califa, do sucessor de Maomé, pronuncia o sermão solene da oração de sexta-feira.
O mimbar do século X é uma obra fatímida, construída pouco depois de Fez ter sido conquistada pelos Zíridas, vassalos do Fatímidas, liderados por Bologuine ibne Ziri. O assento, por sua vez, é uma obra omíada de 985, de quando os Zenetas, aliados dos Andalusinos reinavam em Fez. Nas costas da cadeira há uma inscrição onde constam os nomes do califa Hixame II e do seu hájibe Almançor.
A descoberta de que parte da madeira de cedro esculpida é ainda mais antiga, datando de 877, do período idríssida, faz do mimbar um marco da marcenaria em cedro que caracterizou a arte do Magrebe Ocidental durante os períodos almorávida (séculos XI e XII) e almóada (séculos XII e XIII), presente em obras emblemáticas como por exemplo o precioso mimbar da Mesquita Cutubia de Marraquexe (1137). A popularidade da marcenaria em cedro pode ser explicada pela existência de florestas de cedros perto de Fez. Todas as técnicas de marcenaria — talha, relevo, torneamento, etc. — foram magistralmente aplicadas no mimbar, cujo painel inferior das costas é um dos primeiros exemplos de uma grelha de madeira realizada de acordo com a técnica do arco.